# Braintree (dystrykt)
Braintree – dystrykt w hrabstwie Essex w Anglii.

## Miasta
- Braintree
- Coggeshall
- Halstead
- Witham

## Inne miejscowości
Alphamstone, Ashen, Bardfield Saling, Baythorne End, Belchamp Otten, Belchamp St Paul, Belchamp Walter, Birdbrook, Black Notley, Bocking Churchstreet, Borley, Bradwell, Bulmer, Bures Hamlet, Castle Hedingham, Colne Engaine, Earls Colne, Faulkbourne, Feering, Finchingfield, Foxearth, Gestingthorpe, Gosfield, Great Bardfield, Great Maplestead, Great Notley Garden Village, Great Saling, Great Yeldham, Hatfield Peverel, Helions Bumpstead, High Garrett, Kelvedon, Little Maplestead, Little Yeldham, Ovington, Panfield, Pattiswick, Pebmarsh, Rayne, Ridgewell, Rivenhall, Rivenhall End, Shalford, Sible Hedingham, Silver End, Stambourne, Steeple Bumpstead, Stisted, Sturmer, Terling, Tilbury Juxta Clare, Toppesfield, Twinstead, Tye Green, Wethersfield, White Colne, White Court, White Notley, Young's End.